# 種子島久照
種子島 久照（たねがしま ひさてる、宝暦10年8月21日（1760年9月29日） - 文化11年12月10日（1815年1月19日））は、薩摩藩（鹿児島藩）家臣、種子島氏第22代当主。幼名は鶴袈裟、通称は弾正、佐渡。初名は庸時、久柄。

## 略歴
宝暦10年（1760年）種子島久芳の子として生まれる。明和6年（1769年）元服。
寛政元年（1789年）初めて種子島を訪れる。
安永9年（1780年）犬追物の射手を務める。天明8年（1786年）父の隠居により家督相続し、種子島島主となる。藩主島津重豪より「久」の字を賜る。文化11年（1814年）死去。享年55。

## 系譜
- 父：種子島久芳
- 母：於千 - 新納久門の娘
- 正室：島津久濃の娘
- 子女
  - 男子：種子島久道
  - 女子：邑 - 伊勢隼之助の室、後に市田義宜の室
  - 女子：左登 - 宮之原甚五兵衛の室、後に北条時昭の室